# Hauteriviano
| Periodo                                                                                     | Epoca                | Piano          | Età (Ma)    |
| ------------------------------------------------------------------------------------------- | -------------------- | -------------- | ----------- |
| Paleogene                                                                                   | Paleocene            | Daniano        | Più recente |
| Cretacico                                                                                   | Cretacico superiore  | Maastrichtiano | 72,2 ±0,2   |
| Cretacico                                                                                   | Cretacico superiore  | Campaniano     | 83,6 ±0,2   |
| Cretacico                                                                                   | Cretacico superiore  | Santoniano     | 85,7 ±0,2   |
| Cretacico                                                                                   | Cretacico superiore  | Coniaciano     | 89,8 ±0,3   |
| Cretacico                                                                                   | Cretacico superiore  | Turoniano      | 93,9 ±0,2   |
| Cretacico                                                                                   | Cretacico superiore  | Cenomaniano    | 100,5 ±0,1  |
| Cretacico                                                                                   | Cretacico inferiore  | Albiano        | 113,2 ±0,3  |
| Cretacico                                                                                   | Cretacico inferiore  | Aptiano        | 121,4 ±0,6  |
| Cretacico                                                                                   | Cretacico inferiore  | Barremiano     | 125,77      |
| Cretacico                                                                                   | Cretacico inferiore  | Hauteriviano   | 132,6 ±0,6  |
| Cretacico                                                                                   | Cretacico inferiore  | Valanginiano   | 137,05 ±0,5 |
| Cretacico                                                                                   | Cretacico inferiore  | Berriasiano    | 143,1 ±0,6  |
| Giurassico                                                                                  | Giurassico superiore | Titoniano      | Più antico  |
| Suddivisione del Cretacico secondo la Commissione internazionale di stratigrafia dell'IUGS. |                      |                |             |

Nella scala dei tempi geologici l'Hauteriviano rappresenta il terzo dei sei stadi stratigrafici o età in cui è suddiviso il Cretacico inferiore, la prima epoca dell'intero periodo Cretacico.
È compreso tra 133,9 e 130,5 ± 1,5 milioni di anni fa (Ma), preceduto dal Valanginiano, il secondo stadio del periodo Cretacico e seguito dal Barremiano, il quarto stadio del Cretacico inferiore.

## Definizioni stratigrafiche e GSSP
L'Hauteriviano fu introdotto nella letteratura scientifica dal geologo svizzero Eugène Renevier nel 1873. Il nome deriva da quello del paese di Hauterive, situato sulla sponda del Lago di Neuchâtel, in Svizzera.
La base dell'Hauteriviano è fissata alla prima comparsa negli orizzonti stratigrafici dell'ammonite del genere Acanthodiscus.
Il limite superiore, nonché base del successivo Barremiano, è dato dalla prima comparsa della specie ammonitica Spitidiscus hugii.

### GSSP
Il GSSP, il profilo stratigrafico di riferimento della Commissione Internazionale di Stratigrafia, non è ancora stato fissato (2010).

### Biozone
Nel dominio Tetide, l'Hauteriviano contiene sette biozone ammonitiche:
- zona della Pseudothurmannia ohmi
- zona della Balearites balearis
- zona della Plesiospitidiscus ligatus
- zona della Subsaynella sayni
- zona della Lyticoceras nodosoplicatus
- zona della Crioceratites loryi
- zona della Acanthodiscus radiatus

## Paleontologia

### Uccelli
| Aves dell'Hauteriviano | Aves dell'Hauteriviano                  | Aves dell'Hauteriviano                              | Aves dell'Hauteriviano | Aves dell'Hauteriviano |
| Taxa                   | Presenza                                | Localizzazione                                      | Descrizione            | Immagine               |
| ---------------------- | --------------------------------------- | --------------------------------------------------- | ---------------------- | ---------------------- |
| - Gallornis            | Incerto tra Berriasiano e Hauteriviano. | Auxerre, Yonne, Francia.                            |                        |                        |
| - Iberomesornis        | Dall'Hauteriviano al Barremiano         | Formazione La Huérgina, Castilla-la-Mancha, Spagna. |                        |                        |

### †Ornitischi
| Ornithischia dell'Hauteriviano | Ornithischia dell'Hauteriviano | Ornithischia dell'Hauteriviano | Ornithischia dell'Hauteriviano | Ornithischia dell'Hauteriviano |
| Taxa                           | Presenza                       | Localizzazione                 | Descrizione                    | Immagine                       |
| ------------------------------ | ------------------------------ | ------------------------------ | ------------------------------ | ------------------------------ |
| - Psittacosaurus               |                                |                                |                                |                                |
| - Valdosaurus                  |                                | Isola di Wight, Inghilterra.   | Dryosauride                    |                                |

### Mammiferi
| Mammalia dell'Hauteriviano | Mammalia dell'Hauteriviano                  | Mammalia dell'Hauteriviano | Mammalia dell'Hauteriviano | Mammalia dell'Hauteriviano |
| Taxa                       | Presenza                                    | Localizzazione             | Descrizione                | Immagine                   |
| -------------------------- | ------------------------------------------- | -------------------------- | -------------------------- | -------------------------- |
| - Eobaatar                 | Varie specie tra l'Hauteriviano e l'Albiano | Spagna, Mongolia           |                            |                            |

### †Plesiosauri
| Plesiosauria dell'Hauteriviano | Plesiosauria dell'Hauteriviano | Plesiosauria dell'Hauteriviano | Plesiosauria dell'Hauteriviano | Plesiosauria dell'Hauteriviano |
| Taxa                           | Presenza                       | Localizzazione                 | Descrizione                    | Immagine                       |
| ------------------------------ | ------------------------------ | ------------------------------ | ------------------------------ | ------------------------------ |
| - Leptocleidus                 |                                |                                |                                |                                |

### †Pterosauri
| Pterosauria dell'Hauteriviano | Pterosauria dell'Hauteriviano                  | Pterosauria dell'Hauteriviano | Pterosauria dell'Hauteriviano | Pterosauria dell'Hauteriviano |
| Taxa                          | Presenza                                       | Localizzazione                | Descrizione                   | Immagine                      |
| ----------------------------- | ---------------------------------------------- | ----------------------------- | ----------------------------- | ----------------------------- |
| - Dendrorhynchoides           | Controverso, da alcuni considerato Tithoniano. |                               |                               |                               |

### †Sauropodi
| Sauropoda dell'Hauteriviano | Sauropoda dell'Hauteriviano | Sauropoda dell'Hauteriviano | Sauropoda dell'Hauteriviano | Sauropoda dell'Hauteriviano |
| Taxa                        | Presenza                    | Localizzazione              | Descrizione                 | Immaginee                   |
| --------------------------- | --------------------------- | --------------------------- | --------------------------- | --------------------------- |
| - Histriasaurus             |                             |                             |                             |                             |
| - Aragosaurus               |                             |                             |                             |                             |

### †Teropodi (non-aviani)
| Theropoda dell'Hauteriviano | Theropoda dell'Hauteriviano         | Theropoda dell'Hauteriviano       | Theropoda dell'Hauteriviano | Theropoda dell'Hauteriviano |
| Taxa                        | Presenza                            | Localizzazione                    | Descrizione                 | Immagine                    |
| --------------------------- | ----------------------------------- | --------------------------------- | --------------------------- | --------------------------- |
| - Afrovenator               |                                     |                                   |                             |                             |
| - Ginnareemimus             | Dal Valanginiano all'Hauteriviano.  | Thailandia.                       |                             |                             |
| - Harpymimus                | Dall'Hauteriviano al Barremiano     | Formazione Shinekhudug, Mongolia. |                             |                             |
| - Ligabueino                |                                     |                                   |                             |                             |
| - Eotyrannus                | Dall'Hauteriviano al Maastrichtiano | Isola di Wight, Europa            |                             |                             |

### †Ammoniti
| Ammonoidea dell'Hauteriviano | Ammonoidea dell'Hauteriviano | Ammonoidea dell'Hauteriviano | Ammonoidea dell'Hauteriviano | Ammonoidea dell'Hauteriviano |
| Taxa                         | Presenza                     | Localizzazione               | Descrizione                  | Immagine                     |
| ---------------------------- | ---------------------------- | ---------------------------- | ---------------------------- | ---------------------------- |
| - Abrytasites                |                              |                              |                              |                              |
| - Acanthodiscus              |                              | Argentina.                   |                              |                              |
| - Abrytasites                |                              | Repubblica Ceca.             |                              |                              |